# Croix-Rouge libanaise
La Croix Rouge Libanaise (CRL)  (arabe : الصليب الأحمر اللبناني, al-Ṣalīb al-aḥmar al-lubnānī ) est une organisation humanitaire membre de la Fédération internationale de la Croix-Rouge et qui travaille avec le CICR ; elle assure les premiers secours au Liban. Fondée en 1946, elle a reçu un mandat du ministère de la Santé libanais pour accomplir ce service de premiers soins sur l'ensemble du territoire.
La Croix-Rouge libanaise repose sur le bénévolat.
Elle est perçue au sein de la société comme neutre et non impliquée dans les divisions partisanes, y compris pendant la guerre du Liban (1975-1990).
Son numéro d'urgence est le 140.
La Croix-Rouge libanaise est dirigée depuis 2021 par le Secrétaire général Georges Kettaneh.

## Histoire
La CRL est reconnue par l'Etat en 1946 comme organisme public à but non lucratif et comme équipe auxiliaire du service médical de l'armée libanaise.
En 1947, elle devient membre de la Fédération internationale des Sociétés de la Croix-Rouge et du Croissant-Rouge et rejoint le Mouvement international de la Croix-Rouge et du Croissant-Rouge.
Depuis 1964, «la CRL a été désignée officiellement par les autorités libanaises pour la prise en charge pré-hospitalière et le transport des malades sur tout le territoire libanais avec plus que 4 000 secouristes volontaires et 400 ambulances».
En 2008, la CRL est organisée de la manière suivante : elle a un président, une Assemblée générale, où repose l'autorité ultime, un comité central composé de 42 membres bénévoles, un comité exécutif composé de 9 membres chefs des départements actifs du CRL (en plus du président, du vice-président et du trésorier).
Depuis 2008, la Croix-Rouge libanaise travaille également avec les composantes concernées des autorités libanaises, avec les agences des Nations Unies et les ONG. Son siège social se trouve dans la capitale libanaise, Beyrouth.

## Activités et missions
« La médecine pré-hospitalière libanaise est fondée essentiellement sur la Croix-Rouge libanaise » selon Olivier Hagon, spécialiste de la médecine d'urgence. La CRL fournit les premiers soins prompts et assure le transport vers les hôpitaux.
En 2008, les équipes secouristes de la CRL ont assuré 194389  missions (166172 en 2006; 177053 en 2007). Les premiers secours préhospitaliers et le transport médical urgent représentaient 39,5% des missions, les premiers soins dans les stations représentaient 52,5% des missions, les soins à domicile 4,7% ; d'autres tâches comme les unités de sang, le transport de corps, les évacuations de civils en danger, 3,1%.

### Personnel et équipements
La Croix Rouge libanaise dispose de 250 à 300 ambulances équipées (en 2018), 46 centres de premiers secours, elle compte 16 employés permanents. En 2009, 2 600 bénévoles travaillent au sein de la CRL ; en 2018 ils seraient 8 000 volontaires, dont 3 800 ambulanciers. Les services utilisent un système de communication radio à partir de quatre salles d'opération centrales, une dans la capitale Beyrouth, une à Tibnin dans le sud, une à Tripoli et la dernière dans la Bekaa. L'organisation des premiers secours et des ambulances représente l'épine dorsale de la préparation aux catastrophes médicales d'urgence dans le pays.
Elle compte les structures suivantes :
- 46 stations ou centres de premiers secours[2]
- 50 centre médico-Sociaux
- 33 clubs ou maisons de jeunes[2],[7]
- 13 cliniques mobiles
- 13 Centres de transfusion sanguine[2],[8]
- 6 Instituts de soins infirmiers
- 2 écoles d'assistants de santé
- 1 Unité de sécurité et de sûreté
- 30 chapitres ou comité locaux

### Croix-Rouge et Défense civile libanaise
La Croix-Rouge libanaise et la Défense civile libanaise constituent les deux principaux services préhospitaliers dans le pays,. Les secouristes de la Croix-Rouge libanaise sont des bénévoles ; ceux de la Défense civile reçoivent pour une partie d'entre eux une rémunération de l'État. Les deux organisations travaillent parfois en en collaboration,. 

## Situations de catastrophe

### Explosion dans le port de Beyrouth en 2020
Lors de l'explosion dans le port de Beyrouth en 2020, la Croix-Rouge libanaise assure 30 à 40 % des besoins en sang au Liban ; elle prend appui pour cette mission sur ses 13 banques de sang. Elle crée sept hôpitaux de campagne grâce aux moyens offerts par l’aide internationale, en particulier celle des pays arabes. Elle a participé avec le ministère de la santé et l’armée libanaise à la distribution de l'aide médicale à 127 hôpitau.

### Guerre entre Israël et le Hezbollah en 2023-2024
Pendant la guerre entre Israël et le Hezbollah en 2023-2024, dans le sud du Liban, les responsables de la Croix-Rouge libanaise sont en lien avec la Force intérimaire des Nations unies au Liban qu'ils informent des lieux où les équipes de secouristes effectuent des missions de sauvetage ; les Casques bleus de la FINUL communiquent à l'armée israélienne les informations reçues.
Toutefois le 3 octobre 2024, la Croix-Rouge libanaise annonce que 4 de ses secouristes ont été blessés par des tirs israéliens alors qu'ils accomplissaient une mission de sauvetage dans le village de Taybeh (Marjayoun) (en). Euronews rappelle les chiffres à cette date de l'Organisation mondiale de la santé selon lesquels « 28 professionnels de santé ont été tués au cours de la journée écoulée au Liban. L'annonce de ces décès intervient après la fermeture de trois douzaines d'établissements de santé dans le sud du pays et l'évacuation partielle ou totale de cinq hôpitaux à Beyrouth ».
Le 13 octobre 2024 la Croix-Rouge annonce que plusieurs de ses secouristes ont été blessés dans un bombardement israélien alors qu'ils avaient été envoyés dans le sud du Liban "en coordination" avec la FINUL, ; ils intervenaient dans une maison à Srobbin (en) ciblée par une frappe une première fois, et, après l'arrivée des secours, une deuxième fois, selon les déclarations de la Croix-Rouge. A cette occasion le ministère de la Santé libanais souligne le fait que « plus de 150 secouristes et soignants ont été tués et 130 ambulances endommagées » en un an de conflit entre Israël et le Hezbollah.
Le 22 octobre 2024 la Croix-Rouge annonce que trois de ses secouristes ont été blessés alors qu'ils avaient été envoyés sur un lieu ciblé par un bombardement israélien à Nabatiyeh dans le sud du Liban ; ils ont été victimes d'une deuxième frappe qui succédait de peu à la première.
Début novembre 2024, à la suite de 13 mois d'un conflit où 3 000 personnes ont été tuées et plus de 13 000 blessés au Liban, et 1,4 million de personnes déplacées; la Fédération internationale des Sociétés de la Croix-Rouge et du Croissant-Rouge lance un appel d'urgence international  de 100 millions de francs suisses (115,8 millions de dollars) pour aider  la Croix-Rouge libanaise à faire face à la crise humanitaire au Liban. La FICR a également appelé toutes les parties à « protéger les ambulanciers » en temps de guerre.